# Mount Wellington
Mount Wellington – szczyt w Tasmanii o wysokości 1271 m n.p.m. Na zboczach Mount Wellington położona jest część miasta Hobart.
Rdzenna ludność Tasmanii określała górę jako Unghbanyahletta, Poorawetter oraz Kunanyi. Pierwszym Europejczykiem, który zobaczył Mount Wellington, był najprawdopodobniej Abel Tasman, który w 1642 dopłynął do Tasmanii. W 1802 podczas ekspedycji Francuza Nicolasa Baudina nazywał on górę Montagne du Plateau, w 1832 góra została nazwana na cześć księcia Wellingtona. Na szczyt prowadzi droga, którą otwarto w 1937. Podczas pożaru buszu w 1967 wiele posiadłości w okolicy Mount Wellington zostało zniszczonych. Pierwsza stacja meteorologiczna na Mount Wellington została uruchomiona przez Clement Lindley Wragge w 1895.